# Округ Вошберн (Висконсин)
Вошберн (енгл. Washburn County) је округ у америчкој савезној држави Висконсин.

## Демографија
По попису из 2010. године број становника је 15.911, што је 125 (-0,8%) становника мање него 2000. године.
| Група             | 2000.          | 2010.          |
| Белци             | 15.504 (96,7%) | 15.228 (95,7%) |
| Афроамериканци    | 27 (0,2%)      | 36 (0,2%)      |
| Азијати           | 30 (0,2%)      | 63 (0,4%)      |
| Хиспаноамериканци | 143 (0,9%)     | 208 (1,3%)     |
| Укупно            | 16.036         | 15.911         |